# Пје ди Мођо (Ријети)
Пје ди Мођо је насеље у Италији у округу Ријети, региону Лацио.
Према процени из 2011. у насељу је живело 54 становника. Насеље се налази на надморској висини од 382 м.